# Jay Lake

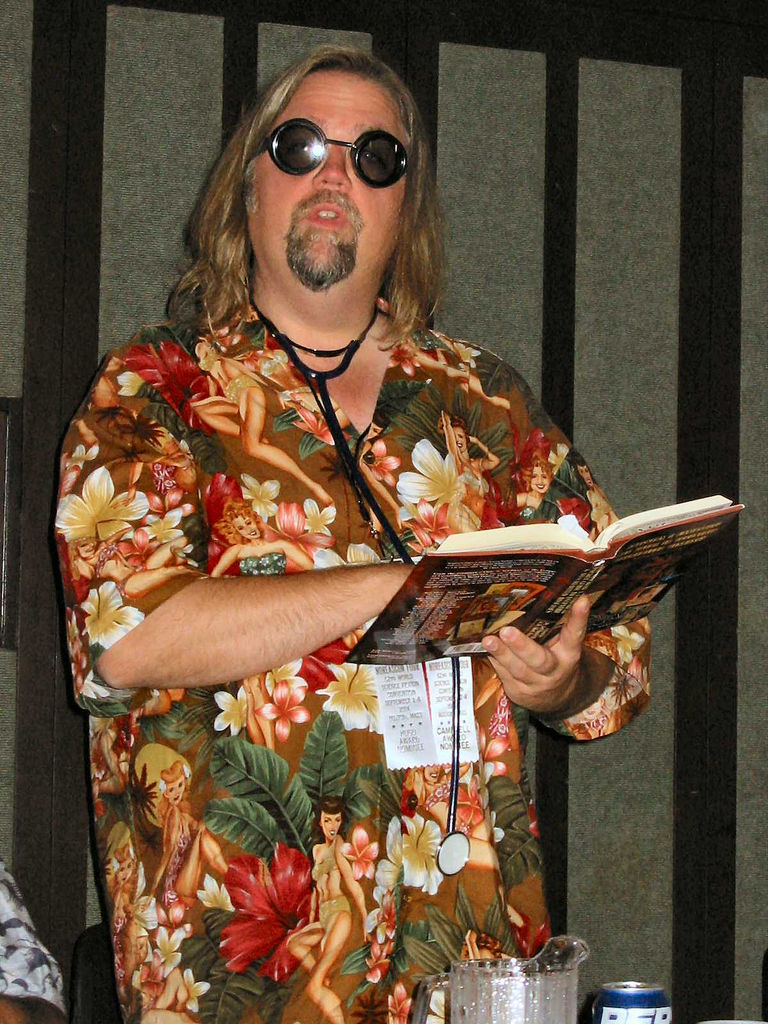
Jay Lake tijdens een lezing.

Joseph E. Lake, Jr. (Taiwan, 6 juni 1964 – Portland, 1 juni 2014) was een Amerikaans schrijver van sciencefiction en fantasy. In 2003 won hij de Writers of the Fure contest en in 2004 de John W. Campbell Award for Best New Writer in Science Fiction. Hij woonde in Portland, Oregon, waar hij werkte als productiemanager voor een spraakdienstbedrijf. Bij conferenties was hij meestal gekleed in een Hawaïaans T-shirt.
Lake verscheen in diverse publicaties, waaronder in Postscripts, Realms of Fantasy, Interzone, Strange Horizons, Asimov's Science Fiction, Nemonymous en Mammoth Book of Best New Horror. Hij is de editor van de Polyphony-serie van Wheatland Press en was tevens een medewerker bij Internet Review of Science Fiction. 
In 2014 is Lake op 49-jarige leeftijd overleden aan kanker.